# ميت شماس
قرية ميت شماس هي إحدى القرى التابعة لمركز أبو النمرس في محافظة الجيزة في جمهورية مصر العربية. حسب إحصاءات سنة 2006، بلغ إجمالي السكان في ميت شماس 10383 نسمة، منهم 5343 رجل و5040 امرأة.